# Бій під Моспиним
Бій під Моспиним — військове зіткнення між частинами Задніпровської дивізії й Добровольчої армії.

## Історія
На початку 1919 року Моспине було зайнято частинами Задніпровської дивізії. Закріпившись на околиці селища вони вели оборонні бої на підступах до Юзівки.
13-го травня 1919 р. загони Шкуро почали активний наступ на моспинську ділянку. Оборонний бій вели 9-й Задніпровський і 55-й (колишній 15-й) Українські полки. Для підкріплення махновців зі станції Волноваха виїхав 1-й радянський стрілецький полк під командуванням Чайки, з вагонів він вирушив просто на позицію, на допомогу полкам, що там перебували.
Шкуровці колонами переходили в атаку і при підтримці трьох бронепоїздів, озброєних шестидюймовими морськими гарматами, і двох танків, після жорстокого опору, потіснили махновців на лінію Бешеве — Караванна і вони залишили Моспине і Кутейникове.
У цьому бою зазнали великих втрат 9-й Задніпровський і особливо 55-й полки. В останньому вибув з ладу майже весь командний склад, а в полку залишилося близько 500 бійців.